# Sempre (Gabriella Ferri)
Sempre è il settimo album di Gabriella Ferri, il sesto pubblicato dalla RCA Italiana, nel maggio 1973.

## Descrizione
Come i precedenti, anche quest'album recupera alcune canzoni della tradizione napoletana (come Lacreme napulitane e  'a casciaforte) e della tradizione romanesca (come la celebre Pe' lungotevere), affiancandole ad altre più moderne, tra cui la title track, Sempre, con testo di Mario Castellacci, che fu pubblicata su 45 giri ottenendo un notevole successo, essendo anche la sigla di Dove sta Zazà, trasmissione televisiva condotta dalla stessa cantante.
Di particolare importanza è anche Il valzer della toppa, un testo scritto da Pier Paolo Pasolini su una musica scritta dal maestro Piero Umiliani, e già incisa da Laura Betti, che fu pubblicata su 45 giri come lato B di Sempre.
Sette par de scarpe... e vado scarzo e Tutti al mare sono unite in un'unica traccia.
Il disco è stato registrato negli studi della RCA sulla via Tiburtina, il tecnico del suono è Sergio Patucchi.
La versione originale aveva la copertina apribile; all'interno una fotografia di Dino Jarach, raffigurante la Ferri truccata da clown.
Il disco è stato ristampato in CD nel 2001.

## Tracce
Lato A
1. Il valzer della toppa – 2:52 (testo: Pier Paolo Pasolini – musica: Piero Umiliani; edizioni musicali Curci) – arrangiamenti di Flavio Bocci e Guido e Maurizio De Angelis
2. A casciaforte – 4:17 (testo: Alfonso Mangione – musica: Nicola Valente; edizioni musicali La Canzonetta) – arrangiamenti di Gianni Oddi
3. Cara madre mia – 5:05 (Gabriella Ferri; edizioni musicali RCA) – arrangiamenti di Gianni Oddi
4. Sette par de scarpe... e vado scarzo / Tutti al mare – 3:51 (testo: Mario Castellacci, Pier Francesco Pingitore – musica: Dimitri Gribanovski, Gabriella Ferri/ testo e musica tradizionali; edizioni musicali RCA) – arrangiamenti di Flavio Bocci e Guido e Maurizio De Angelis
5. Sempre – 3:00 (testo: Mario Castellacci – musica: Franco Pisano; edizioni musicali RCA) – arrangiamenti di Franco Pisano

Lato B
1. Io cerco la Titina – 3:18 (testo: Guido Di Napoli, testo originale di Marcel Bertal e Louis Maubon – musica: Emile Ronn e Leo Daniderff; edizioni musicali Carisch) – arrangiamenti di Flavio Bocci e Guido e Maurizio De Angelis
2. Se ci vuoi pensar... – 4:03 (Gabriella Ferri; edizioni musicali RCA) – arrangiamenti di Gianni Oddi
3. Pe' lungotevere – 4:22 (testo: Rinaldo Frapiselli – musica: Romolo Balzani) – arrangiamenti di Gianni Oddi
4. Lacreme napulitane – 4:27 (testo: Libero Bovio – musica: Francesco Buongiovanni; edizioni musicali Santa Lucia) – arrangiamenti di Gianni Oddi
5. Sono partita di sera – 7:24 (Gabriella Ferri; edizioni musicali RCA) – arrangiamenti di Gianni Oddi